# Потому что я так хочу
«Потому что я так хочу» (англ. Because I Said So) — американская комедийная мелодрама 2007 года режиссёра Майкла Леманна.

## Сюжет
Дафни ― любящая, но властная мать трех дочерей. Ее дочери Мэгги и Мэй счастливы в браке, но младшая, Милли, недавно рассталась со своим парнем, и Дафни обеспокоена.
Дафни боится, что ее дочь не сможет найти хорошего мужчину самостоятельно, поэтому тайно размещает персональное объявление от ее имени. Она находит потенциального кандидата, Джейсона, и пытается организовать их случайную встречу. План кажется безупречным, пока Милли не находит себе парня, гитариста Джонни, который оказывается кандидатом, которого Дафни ранее отвергла. Милли не подозревает о планах своей матери и начинает отношения и с Джейсоном, и с Джонни одновременно, причем ни один из них не подозревает о другом.
Эти двойные свидания неизбежно приводят к тому, что Милли отдаляется и от Джейсона, и от Джонни. Тем временем Дафни после долгих лет одиночества натыкается на свою идеальную пару, а Милли понимает, что ей приходится выбирать между тем, чтобы быть дочерью, какой хочет видеть ее мать, и той женщиной, которой она хочет видеть себя. Выбор в пользу последнего приводит к ссоре с матерью, но когда Милли примиряется с Джонни, Дафни начинает понимать, что именно такие отношения и должны были быть изначально.

## В ролях
| Актёр             | Роль          |
| ----------------- | ------------- |
| Дайэн Китон       | Дафни Вайлдер |
| Мэнди Мур         | Милли         |
| Гэбриел Махт      | Джонни        |
| Том Эверетт Скотт | Джэйсон       |
| Стивен Коллинз    | Джо           |
| Пайпер Перабо     | Мэй           |
| Лорен Грэм        | Мэгги         |

## Критика
Фильм получил в основном негативные отзывы — так, его рейтинг на сайте Rotten Tomatoes составил 5 %, и в итоге фильм получил премию Moldy Томатный Award, став худшим фильмом года по версии данного сайта. Уильям Бут из Washington Post также назвал его худшей картиной 2007 года. Дайан Китон за свою роль в фильме была номинирована на премию «Золотая малина» как худшая актриса.
Джеймс Берардинелли из ReelViews назвал фильм «заказной романтической комедией категории B». Подобная характеристика, однако, не обязательно является приговором ленте, если в сценарии присутствует минимальный интеллект, а исполнители ролей соответствуют своим персонажам и их отношениям. Именно таким удачным сочетанием, по его мнению, обладает «Потому что я так хочу». Лиза Шварцбаум из Entertainment Weekly назвала фильм «наскоро слепленной» комедией без шарма.